# 松尾芭蕉
松尾芭蕉 （日语：／ Matsuo Bashō，1644年—1694年11月28日），是日本江戶時代前期的一位俳谐师的署名。他公认的功绩是把俳句形式推向顶峰，但是在他生活的时代，芭蕉以作为俳谐连歌（由一组诗人创作的半喜剧链接诗）诗人而著称，被誉为日本“俳圣”。
松尾芭蕉在年輕時就開始寫詩，在進入江戶後很快的成為全日本的知名人物。他曾以教書維生，但後來捨棄了在文學圈中的社交及都會生活，開始在日本各地漫遊。為了獲得靈感，甚至徒步前往當時尚未開發的東北地區荒野。他的作品也受到他第一手的生活經驗所影響，多半藉由一些簡單的事物來表達其感受。

## 名字
松尾芭蕉出生於寬永21年（西元1644年），幼名金作，後又以宗房（むねふさ，寬文7年（西元1667年））為名。在他一生曾用了許多筆名，如早期取的俳號桃青（延宝3年（西元1675年）），用以表示尊崇唐朝詩仙李白，「桃青」與「李白」是對偶，前者指的是未成熟的桃子或青色桃子，而後者則為白色李子。
松尾芭蕉的弟子李下於延寶9年（1681年）送了一株芭蕉樹給他，並種在他當時隱居的庭園內（後來因此命名為芭蕉庵）。不久後，他在天和2年（西元1682年）開始使用芭蕉為俳號。意指氣候太冷以致無法生出果實，此外他有意使用這個筆名喚回詩作無用的想法，或企圖影響詩無用論。松尾芭蕉的許多筆名很少以羅馬拼音翻譯，除了日本式拼音Matuo Basyou外，還有以羅馬拼音對應的Matuwo Baseu拼法用來作英文生平介紹時使用。

## 生平

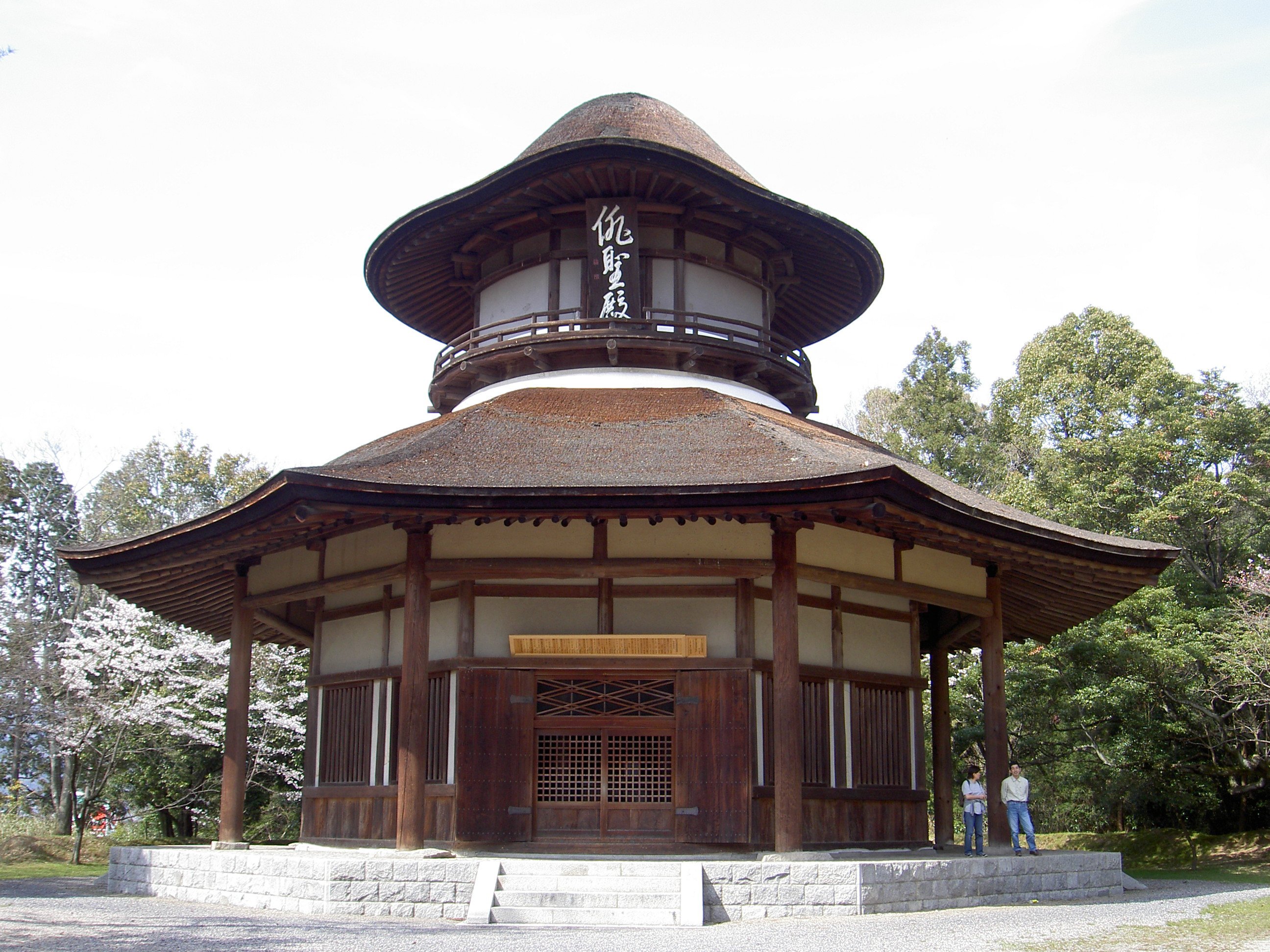
俳聖殿

他出生于伊贺国的上野（今三重县伊贺市），靠近京都。他是低级武士的儿子，一开始是当地领主藤堂良忠的侍童，藤堂良忠只比他大两岁。他们都喜欢写俳句，松尾芭蕉第一次出名是在1662年。在1664年在京都出版了他的第一部俳谐诗集。大约在这段时间，他起了武士的名“宗房”。在1666年，他的主人良忠逝世，松尾芭蕉选择离开这个家而不是留下来服侍新的主人。他的父亲于1656年逝世。
传统上认为在接下来的6年中，他至少有一部分时间生活在京都；在这段时间他出版了几部诗选。1672年他迁往江户（现在的东京）。他继续写作，到1676年他被公认为俳句大师，出版自己的文学小册子并且给诗歌比赛做裁判。他接受了一批追随的弟子，这些弟子在1680年为他建了第一間芭蕉庵。
芭蕉发现他的成功是不能令人满意的，而转向了禅宗（沉思）以求慰藉。1682年的冬天芭蕉庵被焚毁，他的母亲于1683年早些时候去世。1683年的冬天他的弟子为他建了第二間芭蕉庵，但是他还是不满意。1684年的秋天他开始他后来称之为《曠野紀行》或《饱经风霜的骷髅之紀录》的旅行；在这次旅行结束时他创作了《散文之旅》和一些诗歌。这次旅途他从江户到富士山，到伊勢，上野和京都，1685年夏天回到江户。
由於松尾芭蕉在旅程中展現的快速步伐，有些人認為他可能當過忍者。而他的長程旅途同時也讓他得以觀察列國的狀況和得知最新的消息，包括獲得德川幕府的相關情報。當時的德川幕府本身也派遣許多忍者進行查探消息的工作。松尾芭蕉的出生地就在伊賀國的上野，而伊賀就是眾多忍者的故里。早期他也可能曾作過藤堂良忠的隨從侍衛。然而，少數的文學領域的學者卻嚴正暗示松尾芭蕉其實是德川幕府的間諜。

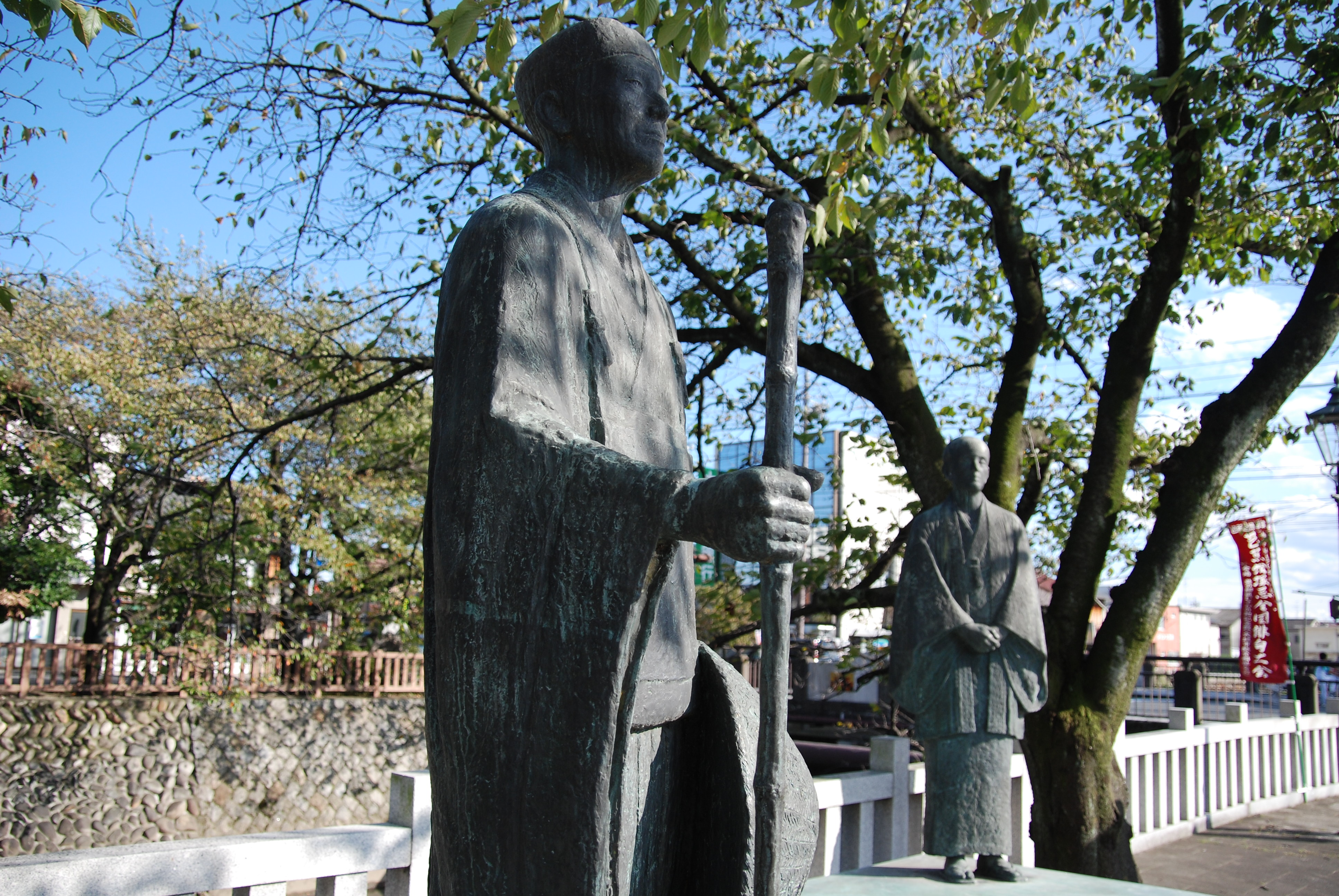
位於松尾芭蕉徒步旅行的“奧之細道”終点站——大垣市的芭蕉像

旅程中看似成功消除了他心中的惡性，在接下來幾年的寫作也描述出松尾芭蕉對友好與自然的平靜愛好。他曾在貞亨4年（1687年）仲秋為了欣賞中秋滿月特地到鹿島神宮（位於鹿嶋市一遊。也因此寫了篇遊記提作《鹿島紀行》；原作見）。
同年10月在舉行如同達官顯要般的餞別宴會後，松尾芭蕉開始向另一階段的長途旅程出發。
旅程經過了上野、大坂、須磨、明石、京都、名古屋、日本中部地方山區。此外並前往更科里欣賞姨捨山（今長野縣千曲市的冠著山）的中秋滿月。這段從上野到明石的旅程詳細敍述在《笈之小文》或《笈中小札》（原作見）中。而在這部作品中他表現出以俳諧作為主要作品型式的信念。
另一部作品《更科紀行》（原作見）則描敍了賞月的另一段行程。
在1689年的春末，他開始了一段更具有挑戰性的本州島北部之旅。这次的行程包括日光东照宫、宫城县的松岛、象泻和石川县的金泽，最后路过佐渡岛。且他做出了一本旅遊日誌——《奧之細道》或《奧州小道》，內容主要以寂為思想概念以及人對自然的歸屬感。另外兩本書也給了他靈感，分別是《七日事記》或《七天的紀錄》（記紀がき 七日ぐさ）和 《山中經》。
自1689年的秋天，芭蕉以兩年的時間拜訪朋友及到京都和琵琶湖做短暫旅行。在这段时间，他完成了由他的几位学生编辑完成的俳谐集《猿蓑》（原作見），表现了他在北方之旅达成的美学观点。
元祿4年（1691年）冬，松尾芭蕉返回江戶並搬進第三間弟子為其搭建的芭蕉庵中。然而他卻不再維持獨居，而與兩個健康狀況不佳的人同住，一個是外甥桃印，另一個是至愛壽貞尼。同時期來訪者絡繹不絕讓芭蕉庵門庭若市。松尾芭蕉曾在一封信中抱怨這個光景害他心無寧日。
元祿6年（1693年）秋，曾有長達一個月之久的時間松尾芭蕉拒絕接見任何人，如此閉關清心後才恢復心平氣和。沒有物欲毫無羈絆的生活信條讓他得以過著超越痛苦的隱居生活。
元祿7年（1694年）夏，松尾芭蕉最後一次離開京都，在到大坂前曾在上野和京都停留一段時間。最後因腹疾死於大坂，享年51歲，臨終前留下了最後一句俳句：
旅途罹病，荒原驰骋梦魂萦（旅に病で、夢は枯野をかけ廻る） 

## 事業

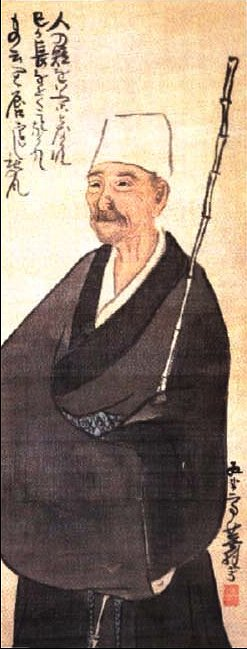
芭蕉像，與謝蕪村画

松尾芭蕉將一般輕鬆詼諧的喜劇詩句提昇為正式形式的詩體──俳句，並在詩作中灌輸了禪的意境。事實上他多數俳句的前三行為長連歌（一些評論家認為此為其最佳創作）組成而不是各別單獨的作品。但這些詩句本身曾被多次選集並出版，而且他的詩作往往也是後期詩人如小林一茶和正岡子規等的最佳靈感來源。最有名的俳句之一要算松尾芭蕉在後江戶時期的作品──中的詠嘆詩句「松島啊，松島呀松島」（原文為）頌揚松島灣的無語之美。（但近代論者普遍以為此句並非芭蕉所寫，實為後世的狂歌師田原坊所作）此外，松尾芭蕉尤偏好在農曆十月十二以季語「時雨」（意指秋之寒雨）來寫作。
1686年，創作了蛙的發句，即著名的古池蛙跃溅水声：
 
 —  《蛙合》
松尾芭蕉一生遊遍了相當廣大的地區，而這些遊歷也充分反映在他的作品上。像他在元祿7年（西元1694年）完成的最佳傑作——《奧之細道》或《奧州小道》（原作見），就是一個很好的例子。在這部作品集中，松尾芭蕉以他最聞名的俳句為所經過的景色留下了引人入勝的翩翩詩采。

## 學生
松尾芭蕉的學生中，有十位稱為蕉門十哲，分別是
宝井其角、
服部嵐雪、
森川許六、
向井去來、
各務支考、
内藤丈草、
杉山杉風、
立花北枝、
志太野坡和
越智越人。
另一種蕉門十哲的版本是將最後四位的杉風、北枝、野坡及越人改為河合曾良、應瀨惟然、服部土芳和天野桃隣。

## 銅像、碑
日本多處都有松尾芭蕉的銅像及其俳句的句碑，伊賀新大佛寺的句碑稱為芭蕉塚。

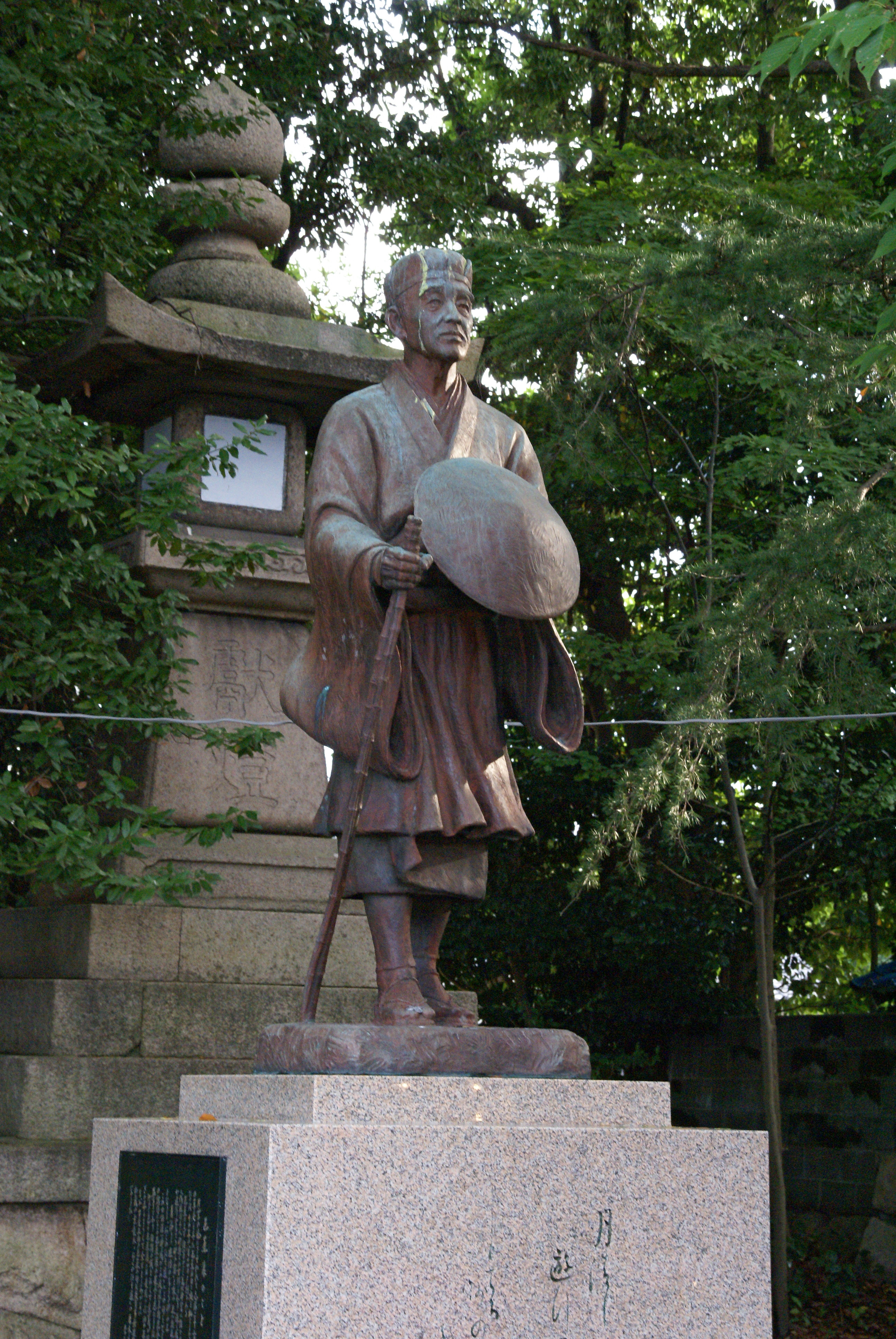
氣比神宮中的銅像
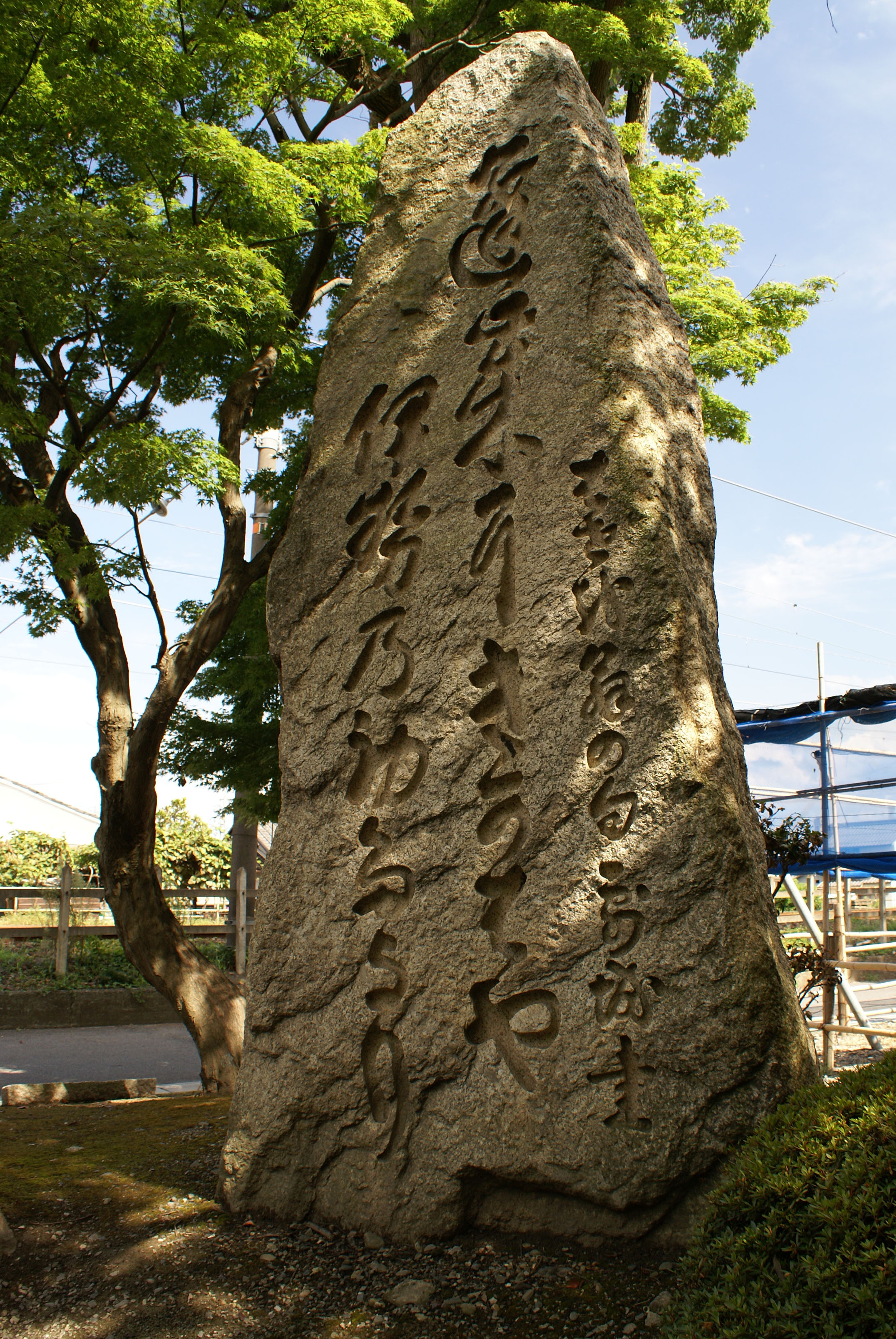
慶雲館、日本最大的芭蕉句碑
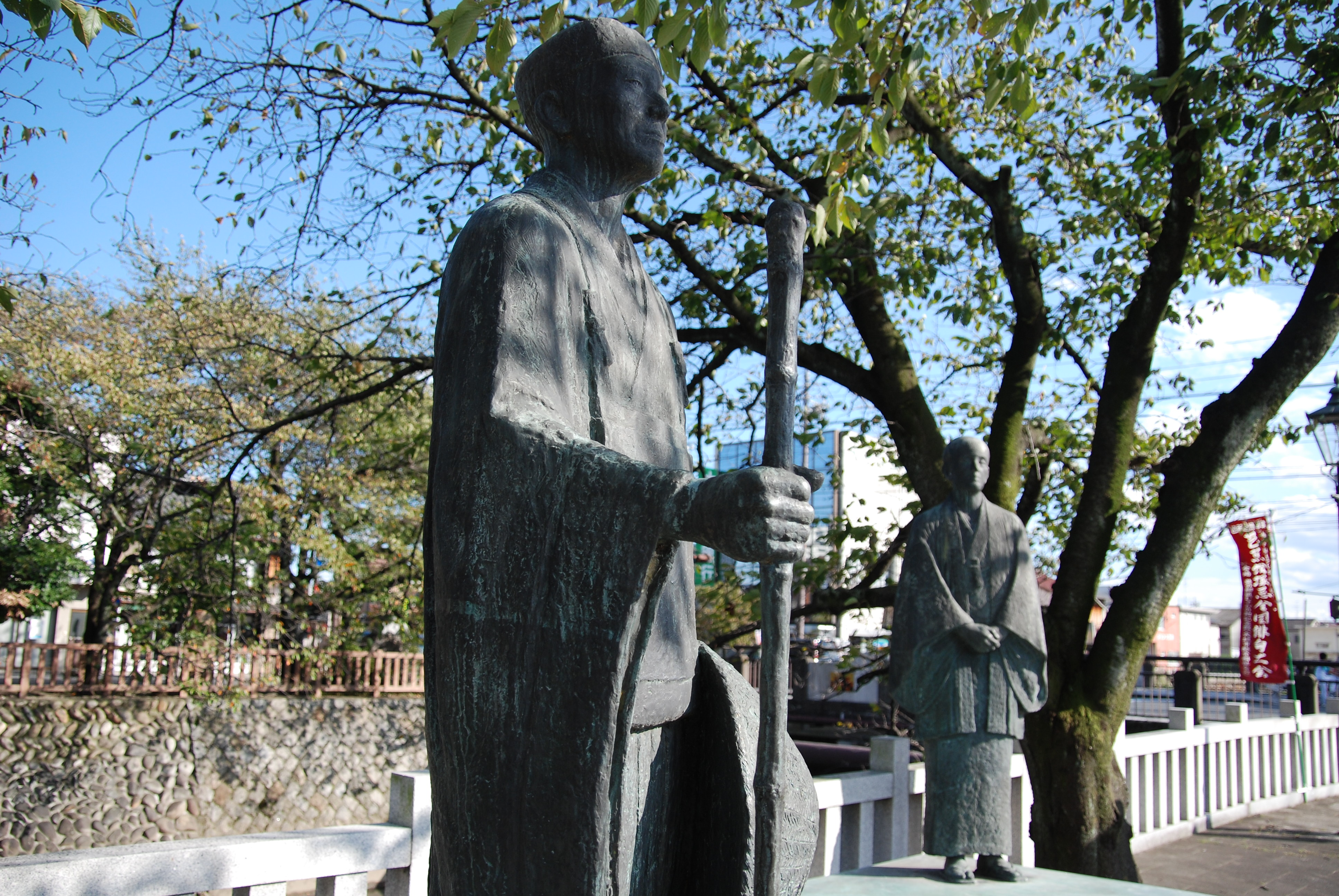
大垣市「奥之細道」的銅像

## 脚注
1. ↑  雖然松尾是這位日本詩聖的本姓，但一般均以芭蕉直接稱呼他而不用姓氏，如芭蕉翁。
2. ↑  在19世纪，连歌的开始一节（称为和歌）发展成独立的诗体，称为俳谐。明治时代的诗人正冈子规首先称其为俳句。
3. ↑  该俳句的意思是：行旅中病了，夢在枯槁的荒野上廻盪。